# Arnaud Séka
Arnaud Séka est un footballeur béninois né le 30 octobre 1985 à Abomey. Il évolue au poste de milieu de terrain avec l'Energie Sport FC.

## Carrière
- 2005-201. : Tonnerre de Bohicon ( Bénin)